# Эдикт Фонтенбло
Эдикт Фонтенбло — эдикт Людовика XIV от 18 октября 1685 года об отмене принятого в 1598 году Генрихом IV Нантского эдикта, гарантировавшего гугенотам свободу вероисповедания.

## Предыстория
Подчинившись поневоле Нантскому эдикту, католическое духовенство при Людовике XIV старалось всеми мерами уничтожить его или парализовать его значение. С 1661 года начались религиозные гонения. В 9-й статье Нантского эдикта разрешено было богослужение в тех местах, где оно совершалось в 1596 и 1597 годах. На этом основании католики стали разрушать в других местах протестантские церкви. 2 апреля 1666 года Людовик издал декларацию, в которой уничтожался принцип свободы, признанный Нантским эдиктом. Наконец, 18 октября 1685 года Людовик XIV подписал в Фонтенбло эдикт об отмене Нантского эдикта. Документ этот был составлен канцлером Летеллье. Король говорит в нём, что Нантский эдикт составлен его дедом в пользу гугенотов с намерением присоединить их к лону католической церкви, но так как самая лучшая и самая многочисленная часть подданных перешла в католичество, то Нантский эдикт оказывается лишним.

## Содержание
Приказано было разрушать последние храмы гугенотов и их школы. В VII статье говорилось: «Мы запрещаем допускать что-либо, сколько-нибудь похожее на уступку в пользу реформатской религии». Духовенство осыпало короля похвалами; Боссюэ называл короля новым Константином, новым Карлом Великим. Иннокентий XI в папской грамоте (13 декабря 1685 года) поздравил Людовика с совершением великого благочестивого дела. 

## Последствия
Последствия отмены Нантского эдикта для Франции были печальны: торговля пришла в упадок, протестанты эмигрировали сотнями тысяч — в Лондон (там сразу появилось более 30 кальвинистских церквей), в Швецию, Данию, Земли Германии, Америку, всего более в Голландию.